# Dzhalagash
Dzhalagash (kazakiska: Zhalaghash) är en ort i Kazakstan.   Den ligger i oblystet Qyzylorda, i den centrala delen av landet, 900 km sydväst om huvudstaden Astana. Dzhalagash ligger 111 meter över havet och antalet invånare är 14 226.
Terrängen runt Dzhalagash är mycket platt.  Trakten runt Dzhalagash är nära nog obefolkad, med mindre än två invånare per kvadratkilometer. Det finns inga andra samhällen i närheten. Trakten runt Dzhalagash består i huvudsak av gräsmarker.